# البمبه
البمبه (به عربی: البمبة) یک منطقهٔ مسکونی در لیبی است که در استان درنه واقع شده‌است. البمبه ۳٬۰۲۰ نفر جمعیت دارد.